# КК Аквила баскет Тренто
КК Аквила баскет Тренто (итал. Aquila Basket Trento) италијански је кошаркашки клуб из Трента. Из спонзорских разлога пун назив клуба тренутно гласи Доломити енерђија Тренто (итал. Dolomiti Energia Trento). У сезони 2024/25. такмичи се у Серији А Италије и у Еврокупу.

## Историја
Клуб је основан 1995. године. Пласман у Серију А први пут је изборио 2014. године. У сезонама 2016/17. и 2017/18. био је вицепрвак државе. Први трофеј у Купу Италије освојио је 2025. године.

## Успеси

### Национални
- Првенство Италије:
  - Вицепрвак (2): 2017, 2018.

- Куп Италије:
  - Победник (1): 2025.

## Учинак у претходним сезонама
| Сез.     | Првенство Италије | Куп Италије  | Европско такмичење    | Европско такмичење |
| -------- | ----------------- | ------------ | --------------------- | ------------------ |
| 2014/15. | Четвртфинале ПО   | Четвртфинале | —                     |                    |
| 2015/16. | Четвртфинале ПО   | Полуфинале   | Еврокуп — Полуфинале  |                    |
| 2016/17. | Вицепрвак         | —            | —                     |                    |
| 2017/18. | Вицепрвак         | —            | Еврокуп — Топ 16      |                    |
| 2018/19. | Четвртфинале ПО   | —            | Еврокуп — Топ 24      |                    |
| 2019/20. | прекинуто         | —            | Еврокуп — Топ 16      |                    |
| 2020/21. | Четвртфинале ПО   | —            | Еврокуп — Топ 16      |                    |
| 2021/22. | 13. место         | Четвртфинале | Еврокуп — Групна фаза |                    |
| 2022/23. | Четвртфинале ПО   | Четвртфинале | Еврокуп — Групна фаза |                    |
| 2023/24. | Четвртфинале ПО   | Четвртфинале | Еврокуп — Групна фаза |                    |
| 2024/25. | —                 | Победник     | Еврокуп — Групна фаза |                    |

## Познатији играчи
- Хорхе Гутијерез
- Никола Јовановић
- Никола Радичевић